# Rubus bartonianus
Rubus bartonianus är en rosväxtart som beskrevs av Charles Horton Peck. Rubus bartonianus ingår i släktet rubusar, och familjen rosväxter. Inga underarter finns listade i Catalogue of Life.